# Emmanuel Sanon

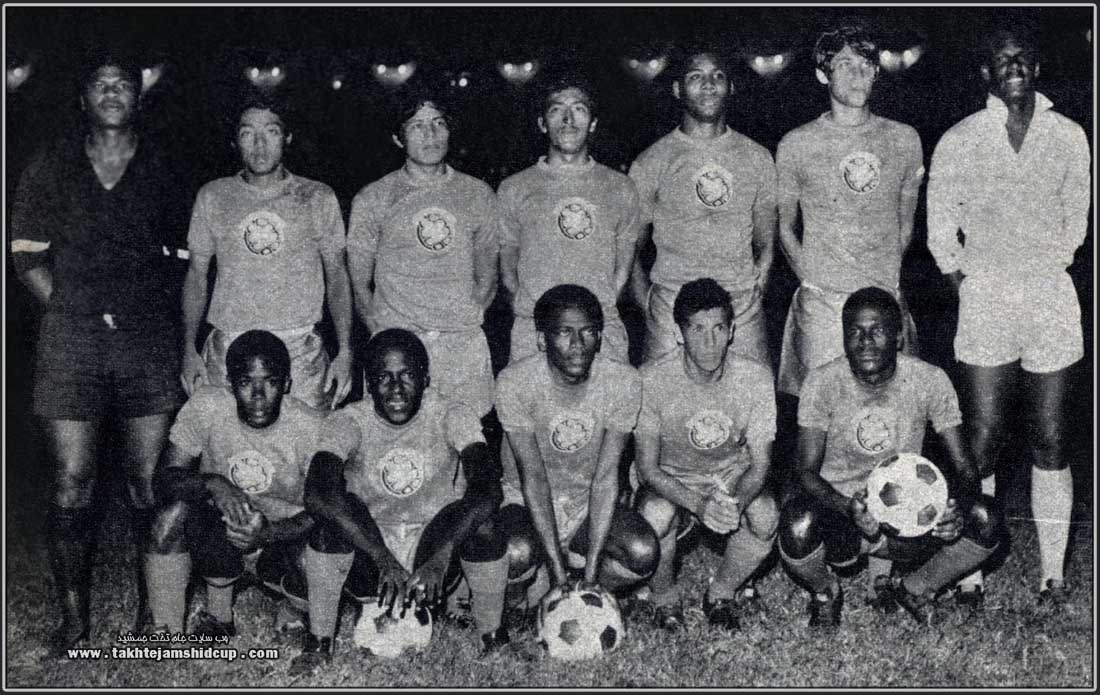
Emmanuel Sanon con la selección de Concacaf en 1972.

Emmanuel Sanon (Puerto Príncipe, 25 de junio de 1951 - Orlando, 21 de febrero de 2008) fue un futbolista haitiano que jugaba en la posición de delantero.
Destacó por haber conseguido el primer gol de Haití en el Mundial de Alemania 1974 ante Italia, el primero de su selección en un Mundial y que fue, junto con el gol a Argentina (marcado también por Sanon), dos de los únicos goles marcados por Haití en una Copa del Mundo. 
Además, rompió el récord de imbatibilidad de selecciones del portero italiano Dino Zoff con 1143 minutos, superado en 2021 por su compatriota Gianluigi Donnarumma con 1168 minutos. Ostenta el récord goles anotados con la selección de Haití, al sumar 37 goles.
Asimismo dirigió a los Grenadiers en 1999-2000 consiguiendo la clasificación a la Copa de Oro 2000 donde fue eliminado en primera fase. La prestigiosa revista especializada francesa France Football lo incluyó en una lista establecida en 1994 de Los 100 héroes del Mundial.
Tras sus hazañas en el futbol europeo y a sus excelsas participaciones con la selección haitiana, es considerado el mejor jugador de todos los tiempos del pequeño país caribeño. Murió a los 56 años de cáncer de páncreas.

## Récords
- Máximo goleador de la selección nacional de Haití, con 37 goles.
- 6° máximo participante de la selección nacional de Haití, con 65 participaciones
- Único jugador haitiano en marcar en la Copa del Mundo.
- 6° máximo goleador de la Clasificación de Concacaf para la Copa Mundial de Fútbol, por debajo de Stern John, Paulo Wanchope, Jared Borgetti, Carlos Pavón y Carlos Ruiz.
- Si se toma en cuenta las fases previas, es el máximo goleador de la Campeonato de Naciones de la Concacaf, actual Copa Oro. En el que supera con 20 goles a Landon Donovan, Clint Dempsey y a Zague.
- Se encuentra en el top 10 de los máximos goleadores de VAC Beerschot, en el que se incluye a sus 2 refundaciones, Beerschot AC y K Beerschot VA, en primera división.
- Jugador con más presencias en el Campeonato de Naciones de la Concacaf, con 18.
- Es el segundo máximo goleador caribeño de la Copa Mundial de Futbol, por debajo del cubano Héctor Socorro.

## Estadísticas
No se tiene conocimiento de sus números en sus primeros años como futbolista en Haití, debido al estatus amateur que gozaba la liga en aquel entonces, y también por los distintos conflictos como la Crisis diplomática entre República Dominicana y Haití de 1963 o el régimen de François Duvalier que hacían que la recopilación y almacenamiento de información sea complicado, aunado a los variados desastres naturales que existen en la isla que han provocado que se haya perdido información a lo largo de los años.

### Clubes
| Club                                      | Div.          | Temporadas    | Estadísticas | Estadísticas | Estadísticas | Media goleadora |
| Club                                      | Div.          | Temporadas    | Partidos     | Goles        | Asistencias  | Media goleadora |
| ----------------------------------------- | ------------- | ------------- | ------------ | ------------ | ------------ | --------------- |
| K Beerschot VAC Bélgica                   | 1.ª           | 1974-1980     | 142          | 43           | 1            | 0.30            |
| Miami Americans Estados Unidos            | 2.ª           | 1980          | 12           | 6            | 0            | 0.50            |
| San Diego Sockers Estados Unidos          | 1.ª           | 1980-1983     | 32           | 16           | 6            | 0.50            |
| San Diego Sockers (Indoor) Estados Unidos | 1.ª           | 1981-1982     | 16           | 8            | 5            | 0.50            |
| Total carrera                             | Total carrera | Total carrera | 202          | 73           | 12           | 0.36            |

### Selección nacional
Se tiene la creencia que ha anotado 47 goles y participó en 100 partidos, sin embargo no ha podido ser comprobado por las mismas razones que no se pueden encontrar sus estadísticas en clubes haitianos. Hasta el momento solo han sido comprobados 37 goles y 65 partidos.

#### Participación en partidos internacionales
| Competición                           | Partidos | Goles |
| ------------------------------------- | -------- | ----- |
| Amistoso                              | 31       | 15    |
| Campeonato de Naciones de la Concacaf | 25       | 20    |
| Copa del Mundo                        | 3        | 2     |
| Copa de Naciones de la CFU            | 6        | 0     |
| Total                                 | 65       | 37    |

#### Goles en partidos internacionales
| N.º | Fecha                   | Estadio                                                                | Oponente              | Resultado | Competición                                   |
| --- | ----------------------- | ---------------------------------------------------------------------- | --------------------- | --------- | --------------------------------------------- |
| 1   | 14 de abril de 1970     | Estadio Sylvio Cator, Puerto Príncipe, Haití                           | Bermuda               | 1–1       | Amistoso                                      |
| 2   | 31 de octubre de 1971   | Stade Louis Achille, Fort-de-France, Martinica                         | Martinica             | 2–2       | Amistoso                                      |
| 3   | 28 de noviembre de 1971 | Queen's Park Oval, Puerto España, Trinidad y Tobago                    | Trinidad y Tobago     | 6–1       | Campeonato de Naciones de la CONCACAF de 1971 |
| 4   | 1 de diciembre de 1971  | Queen's Park Oval, Puerto España, Trinidad y Tobago                    | Honduras              | 3–1       | Campeonato de Naciones de la CONCACAF de 1971 |
| 5   | 13 de febrero de 1972   | Basseterre, San Cristóbal y Nieves                                     | Guadalupe             | 4–4       | Amistoso                                      |
| 6   | 15 de abril de 1972     | Estadio Sylvio Cator, Puerto Príncipe, Haití                           | Puerto Rico           | 7–0       | Campeonato de Naciones de la CONCACAF de 1973 |
| 7   | 15 de abril de 1972     | Estadio Sylvio Cator, Puerto Príncipe, Haití                           | Puerto Rico           | 7–0       | Campeonato de Naciones de la CONCACAF de 1973 |
| 8   | 15 de abril de 1972     | Estadio Sylvio Cator, Puerto Príncipe, Haití                           | Puerto Rico           | 7–0       | Campeonato de Naciones de la CONCACAF de 1973 |
| 9   | 23 de abril de 1972     | San Juan, Puerto Rico                                                  | Puerto Rico           | 5–0       | Campeonato de Naciones de la CONCACAF de 1973 |
| 10  | 23 de abril de 1972     | San Juan, Puerto Rico                                                  | Puerto Rico           | 5–0       | Campeonato de Naciones de la CONCACAF de 1973 |
| 11  | 23 de abril de 1972     | San Juan, Puerto Rico                                                  | Puerto Rico           | 5–0       | Campeonato de Naciones de la CONCACAF de 1973 |
| 12  | 14 de diciembre de 1972 | Estadio Sylvio Cator, Puerto Príncipe, Haití                           | Antillas Neerlandesas | 3–0       | Amistoso                                      |
| 13  | 14 de diciembre de 1972 | Estadio Sylvio Cator, Puerto Príncipe, Haití                           | Antillas Neerlandesas | 3–0       | Amistoso                                      |
| 14  | 14 de diciembre de 1972 | Estadio Sylvio Cator, Puerto Príncipe, Haití                           | Antillas Neerlandesas | 3–0       | Amistoso                                      |
| 15  | 17 de diciembre de 1972 | Estadio Sylvio Cator, Puerto Príncipe, Haití                           | Antillas Neerlandesas | 4–1       | Amistoso                                      |
| 16  | 30 de enero de 1973     | Bourda, Georgetown, Guyana                                             | Guyana                | 3–1       | Amistoso                                      |
| 17  | 6 de febrero de 1973    | Kensington Oval, Bridgetown, Barbados                                  | Barbados              | 2–3       | Amistoso                                      |
| 18  | 8 de febrero de 1973    | Queen's Park Oval, Puerto España, Trinidad y Tobago                    | Trinidad y Tobago     | 4–2       | Amistoso                                      |
| 19  | 5 de noviembre de 1973  | Estadio Sylvio Cator, Puerto Príncipe, Haití                           | Estados Unidos        | 1–0       | Amistoso                                      |
| 20  | 10 de noviembre de 1973 | Estadio Sylvio Cator, Puerto Príncipe, Haití                           | Canadá                | 5–1       | Amistoso                                      |
| 21  | 10 de noviembre de 1973 | Estadio Sylvio Cator, Puerto Príncipe, Haití                           | Canadá                | 5–1       | Amistoso                                      |
| 22  | 10 de noviembre de 1973 | Estadio Sylvio Cator, Puerto Príncipe, Haití                           | Canadá                | 5–1       | Amistoso                                      |
| 23  | 1 de diciembre de 1973  | Estadio Sylvio Cator, Puerto Príncipe, Haití                           | Antillas Neerlandesas | 3–0       | Campeonato de Naciones de la CONCACAF de 1973 |
| 24  | 1 de diciembre de 1973  | Estadio Sylvio Cator, Puerto Príncipe, Haití                           | Antillas Neerlandesas | 3–0       | Campeonato de Naciones de la CONCACAF de 1973 |
| 25  | 1 de diciembre de 1973  | Estadio Sylvio Cator, Puerto Príncipe, Haití                           | Trinidad y Tobago     | 2–1       | Campeonato de Naciones de la CONCACAF de 1973 |
| 26  | 13 de diciembre de 1973 | Estadio Sylvio Cator, Puerto Príncipe, Haití                           | Guatemala             | 2–1       | Campeonato de Naciones de la CONCACAF de 1973 |
| 27  | 13 de diciembre de 1973 | Estadio Sylvio Cator, Puerto Príncipe, Haití                           | Guatemala             | 2–1       | Campeonato de Naciones de la CONCACAF de 1973 |
| 28  | 13 de noviembre de 1974 | Estadio Sylvio Cator, Puerto Príncipe, Haití                           | Polonia               | 2–1       | Amistoso                                      |
| 29  | 15 de junio de 1974     | Estadio Olímpico de Múnich, Múnich, Alemania Occidental                | Italia                | 1–3       | Copa Mundial de Fútbol de 1974                |
| 30  | 23 de junio de 1974     | Estadio Olímpico de Múnich, Múnich, Alemania Occidental                | Argentina             | 1–4       | Copa Mundial de Fútbol de 1974                |
| 31  | 30 de julio de 1976     | Estadio Guillermo Próspero Trinidad, Oranjestad, Antillas Neerlandesas | Antillas Neerlandesas | 2–1       | Campeonato de Naciones de la CONCACAF de 1977 |
| 32  | 30 de julio de 1976     | Estadio Guillermo Próspero Trinidad, Oranjestad, Antillas Neerlandesas | Antillas Neerlandesas | 2–1       | Campeonato de Naciones de la CONCACAF de 1977 |
| 33  | 14 de agosto de 1976    | Estadio Sylvio Cator, Puerto Príncipe, Haití                           | Antillas Neerlandesas | 7–0       | Campeonato de Naciones de la CONCACAF de 1977 |
| 34  | 14 de agosto de 1976    | Estadio Sylvio Cator, Puerto Príncipe, Haití                           | Antillas Neerlandesas | 7–0       | Campeonato de Naciones de la CONCACAF de 1977 |
| 35  | 28 de noviembre de 1976 | Estadio Pedro Marrero, Havana, Cuba                                    | Cuba                  | 1–1       | Campeonato de Naciones de la CONCACAF de 1977 |
| 36  | 11 de diciembre de 1976 | Estadio Sylvio Cator, Puerto Príncipe, Haití                           | Cuba                  | 1–1       | Campeonato de Naciones de la CONCACAF de 1977 |
| 37  | 16 de octubre de1977    | Estadio Azteca, Ciudad de México, México                               | El Salvador           | 1–0       | Campeonato de Naciones de la CONCACAF de 1977 |

### Resumen estadístico
| División                           | Partidos | Goles | Asistencias | Goles+Asist. | Promedio Total |
| ---------------------------------- | -------- | ----- | ----------- | ------------ | -------------- |
| Primera División de Bélgica        | 127      | 40    | 0           | 40           | 0.31           |
| Copa Nacionales                    | 9        | 2     | 1           | 3            | 0.33           |
| Copas internacionales              | 6        | 1     | 0           | 1            | 0.16           |
| Primera División de Estados Unidos | 32       | 16    | 6           | 22           | 0.68           |
| San Diego Sockers (Indoor)         | 16       | 8     | 5           | 13           | 0.81           |
| Segunda División de Estados Unidos | 12       | 6     | 0           | 6            | 0.50           |
| Selección de Haití                 | 65       | 37    | 0           | 37           | 0.56           |
| Total                              | 267      | 110   | 12          | 122          | 0.45           |

## Palmarés

### Títulos nacionales
| Título          | Club              | País           | Año  |
| --------------- | ----------------- | -------------- | ---- |
| Liga Haitiana   | Don Bosco FC      | Haití          | 1971 |
| Copa de Bélgica | K Beerschot VAC   | Bélgica        | 1979 |
| NASL Indoor     | San Diego Sockers | Estados Unidos | 1982 |

### Títulos internacionales
| Título                                | Equipo             | Año  |
| ------------------------------------- | ------------------ | ---- |
| Campeonato de Naciones de la Concacaf | Selección de Haití | 1973 |
| Copa de Naciones de la CFU            | Selección de Haití | 1979 |

### Temporadas Destacadas
| Título                                | Resultado    | Equipo             | Año  |
| ------------------------------------- | ------------ | ------------------ | ---- |
| Campeonato de Naciones de la Concacaf | Subcampeón   | Selección de Haití | 1971 |
| Campeonato de Naciones de la Concacaf | Subcampeón   | Selección de Haití | 1977 |
| Supercopa de Bélgica                  | Subcampeón   | K Beerschot VAC    | 1979 |
| Copa de Naciones de la CFU            | Tercer Lugar | Selección de Haití | 1978 |

### Distinciones individuales
| Distinción                                                                     | Año  |
| ------------------------------------------------------------------------------ | ---- |
| Equipo ideal del Campeonato de Naciones de la CONCACAF                         | 1971 |
| Incluido en el All Star de CONCACAF                                            | 1972 |
| Máximo Goleador de la Clasificación de Concacaf para la Copa Mundial de Fútbol | 1973 |
| Máximo Goleador de la Clasificación de Concacaf para la Copa Mundial de Fútbol | 1977 |
| Posición 54° del ranking de los 100 Héroes del Mundial por France Football     | 1990 |
| Atleta Haitiano del Siglo                                                      | 1999 |
| Orden Nacional de Honor y Mérito de Haití en rango de Comandante               | 2007 |
| XI Ideal de Todos los Tiempos de la Selección de Haití por la IFFHS            | 2021 |